# Tissemsilt
Tissemsilt (em árabe: تـيـسـمـسـيـلـت) é uma comuna da Argélia. É a capital da província homônima e do distrito. Sua população estimada em 2008 era de 75 197 habitantes.